# Д’Аргу, Антуан Морис Аполлинер
Антуан Морис Аполлинер д’Аргу (фр. Antoine Maurice Apollinaire d'Argout; 1782—1858) — видный французский государственный деятель XIX века.

## Биография
Антуан Морис Аполлинер д’Аргу родился 28 августа 1782 года в замке Вейсилье, вблизи Ла-Тур-дю-Пен, в департаменте Изер.
С 1812 по 1814 год д’Аргу был главным директором судоходства по реке Рейн, в 1816 году назначен префектом департамента Нижних Пиренеев и Гард, в 1819 году получил достоинство графа и пэра.
С 1830 по 1834 год, при короле Луи-Филиппе I, занимал должности морского министра, министра внутренних дел и министра финансов Франции. В апреле 1832 года переболел холерой, но выжил и продолжил работу.
6 сентября 1836 года, когда было распущено правительство Виктора де Брольи, он вступил в должность руководителя Банка Франции. Этот пост он уже занимал ранее, выказав на нём немалые административные способности. Он занимал его до 9 июня 1857 года.
В 1851 году Д’Аргу был сделан президентом финансового отделения, генеральным советником Сенского департамента и в 1852 году сенатором.
Антуан Морис Аполлинер д’Аргу скончался 15 января 1858 года в столице Франции городе Париже.